# Brasse (unité)
Pour les articles homonymes, voir Brasse.
La brasse est une mesure équivalant à 1,8288 mètre, correspondant à l'envergure des bras, de l'extrémité des doigts d'une main à l'autre. Jadis omniprésente, cette unité de mesure n'est plus usitée que dans la marine, permettant de mesurer les cordages, les filins ainsi que la profondeur des fonds marins. 

## Étymologie
Cette mesure est d'origine proto-germanique « fathmaz », protonordique « faðmr », vieil anglo-saxon « fathom », d'où le nom de cette unité de mesure en anglais et son symbole fm. 
De la Grèce antique (« orguia ») au Moyen Âge en Allemagne (« Klafter » ou « Faden ») ou en Angleterre (« fathom »), la brasse équivalait six pieds. À partir du XIIe siècle, la brasse fut appelée toise, du latin « tendere », (é)tendre, soit substantivé en « envergure des bras ».
En France seulement, où la longueur du pied était supérieure à celle pratiquée dans les pays voisins, la brasse fut redéfinie en brasse nouvelle, valant seulement 5 pieds, soit environ 1,624 mètre. Dans les systèmes basés sur un pied inférieur ou à peine supérieur à 30 cm, cinq pieds correspondent au pas romain (lat. passus).

## Pratique
Pour mesurer la profondeur, les marins plongeaient dans l'eau une ligne plombée (la sonde) et la remontaient du fond en comptant le nombre d'envergures nécessaires, obtenant ainsi la profondeur en nombre de brasses ou de toises.